# Сауседо, Дэнни
Дэнни, Дэнни Сауседо (Danny, Danny Saucedo; род. 25 февраля 1986, Катарина, Стокгольм) — шведский певец. Полное имя — Даниэль Габриэль Алессандро Сауседо Гжеховский. Выступает сольно, также входит в состав группы E.M.D.

## Биография
Родился 25 февраля 1986 года в Стокгольме. Мать Дэнни родом из Боливии, отец из Польши. Их семья была очень музыкальной, уже в 5 лет маленький Дэнни был записан в хор мальчиков. Он ходил в две разные музыкальные школы и к 16 годам основал собственную группу, которая называлась «Raggabousch» и исполняла соул, фанк и поп.
Дэнни получил известность в своей стране как один из финалистов шоу Идол-2006. Несмотря на то, что он покинул шоу шестым, сингл «Tokyo», который вышел после его участия в шоу возглавил шведские чарты.
Когда Дэнни подписал контракт с Sony BMG, его взял под свою опеку известный продюсер Йонас ван дер Бург, работающий с такими шведскими поп-исполнителями как September и Alcazar. Йонас написал и спродюсировал дебютный альбом Дэнни «Heart.Beats».

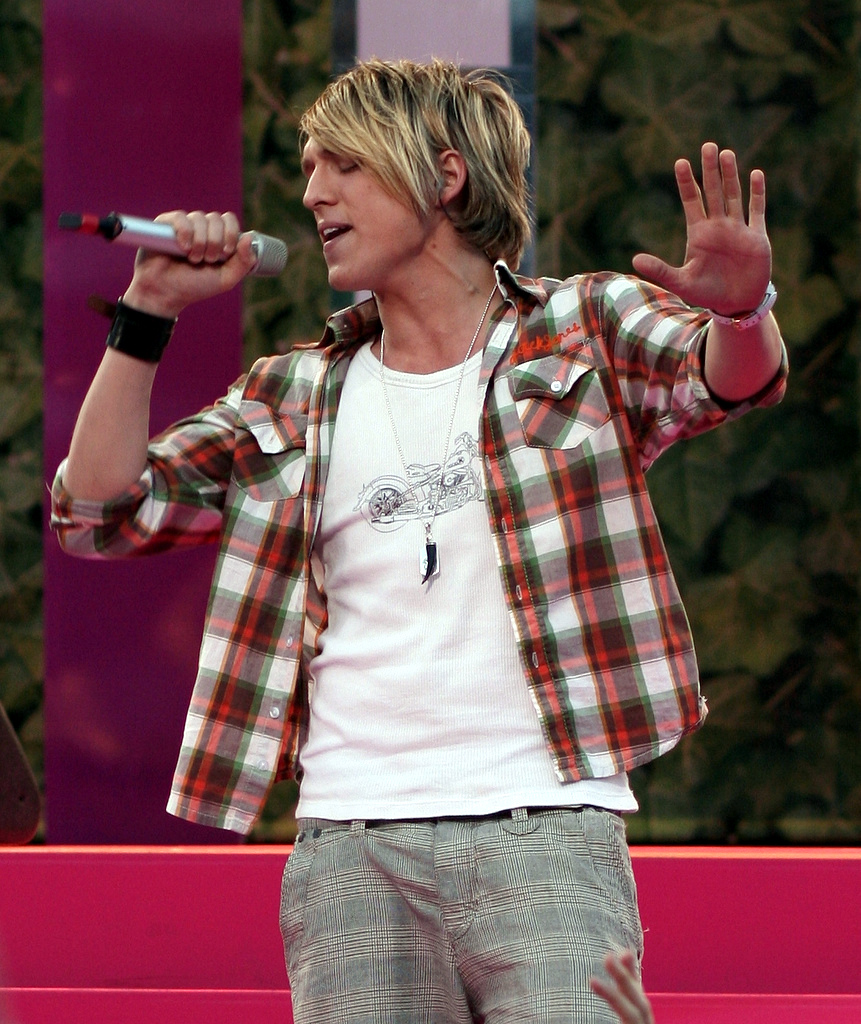
Выступление на конкурсе «Sommarkrysset» (2007)

В Швеции альбом вышел в 2007 году и также занял первое место в национальном чарте альбомов. «Heart.Beats» с тремя хитами («Tokyo», «Play It For The Girls» и «If Only You») имел огромный успех. Синглы «Tokyo» и «Play It For The Girls» стали платиновыми, а «If Only You» — золотым. Все они вошли в топ-5 цифровых продаж. Дэнни стал популярен не только в Швеции, но и в Польше. Там песня «If Only You» держалась в течение 5 недель на верхней строчке национального хит-парада, в то время как «Tokyo» добралась до третьей позиции.
Успех к Дэнни пришёл и в России. Sony BMG выпустила альбом «Heart.Beats» в середине лета 2008 года. Песня «If Only You» стала самой ротируемой композицией отечественного радиоэфира и хитом лета 2008 года, а песня «Tokyo» стремительно набрала популярность в конце осени и была популярна зимой 2008 года.
В настоящее время Дэнни также выступает в составе группы E.M.D. с другими бывшими конкурсантами Идола Эриком Сегерштедтом и Маттиасом Андреассоном, выпустив в 2008 году альбом «A State of Mind». В 2008 году Дэнни принял участие в шведских Танцах со звездами, Let’s Dance, и занял в паре с Молин Йоханссон четвёртое место. В том же году Дэнни в паре с Янетт Карлссон участвовал в Танцевальном Евровидении 2008, они заняли четырнадцатое место. В декабре 2008 года Дэнни выпустил второй студийный альбом — «Set Your Body Free». В марте 2009 года Дэнни в составе своей группы E.M.D. вышел в финал шведского музыкального конкурса Melodifestivalen, где они заняли третье место. Дэнни был приглашён в качестве специального гостя на VII Ежегодную премию «Муз-ТВ — 2009», где выступил с песней «Radio».

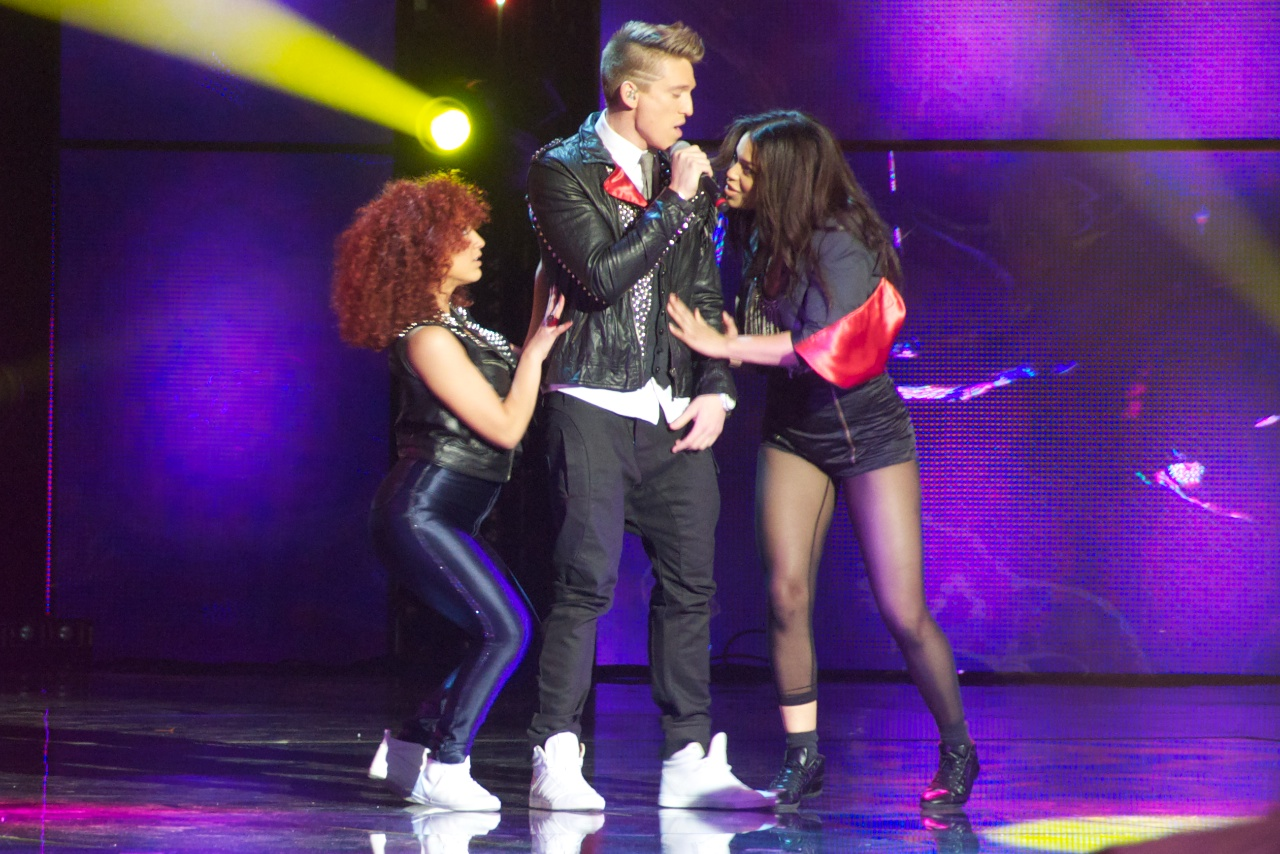
Выступление на Мелодифестивалене 2011

В 2011 году Дэнни вновь участвует в шведском отборе на Евровидение — в конкурсе Мелодифестивален 2011. Там он сольно исполнил песню «In The Club», написанную им совместно с Питером и Фиггом Бострёмами, и занимает 2 место.
В 2012 году снова участвует в шведском отборе на Евровидение — в конкурсе Мелодифестивален 2012 с песней «Amazing», где занимает 2 место, уступив певице Лорин с её песней «Euphoria».

## Личная жизнь
11 февраля 2013 Дэнни объявил о том, что встречается с певицей Молли Санден. 12 марта 2016 стало известно о том, что Молли и Дэнни обручились.

## Дискография

### Альбомы
- Heart Beats (2007) #1
- Set Your Body Free (2008)
- In The Club (2011)
- «Hör vad du säger men jag har glömt vad du sa» (2015)

### Синглы
- 2006 — Öppna din dörr
- 2006 — Tokyo #1 ПЛАТИНОВЫЙ
- 2007 — Play It For The Girls #1 ПЛАТИНОВЫЙ
- 2007 — If Only You (feat. Therese) #1 ЗОЛОТОЙ
- 2008 — Hey (I’ve Been Feeling Kind Of Lonely)
- 2008 — Radio
- 2009 — All On You
- 2009 — Emely
- 2009 — Intimacy
- 2010 — Just Like That
- 2010 — In Your Eyes
- 2011 — In The Club
- 2012 — Amazing
- 2012 — All In My Head
- 2012 — Delirious
- 2013 — Todo El Mundo (Dancing In The Streets)

### Видеоклипы
- Girl Next Door
- Tokyo
- Play It For The Girls
- Radio
- Emely (feat. Sasha Strunin)
- In Your Eyes
- If Only You (feat. Freja)
- Shake Your Ass (feat. Lazee)
- Delirious
- Todo El Mundo (Dancing In The Streets)

## Награды
- Лучшая песня — Tokyo (Nickelodeon Kids Awards 2007 — Выбор детей)
- Песня года — Jennie Let Me Love You (Грэмми 2009, в составе E.M.D.)

## Фильмография
- 2003 — (массовка) Ondskan («Зло»)[8]
- 2008 — (озвучка) Disco-Daggarna («Ослепительный Барри и червяки диско»)
- 2009 — (озвучка) Sammys äventyr («Шевели ластами»)
- 2012 — (озвучка) Prinsessan Lillifee 2: Den lila enhörningen («Принцесса Лилифи 2»)